# Pablo Antonio Ortiz
Pablo Antonio Ortiz Cabezas (Tumaco, Nariño, Colombia, 8 de junio de 2000) es un futbolista colombiano. Juega de defensa en el Houston Dynamo de la MLS de Estados Unidos, cedido por el DAC Dunajská Streda.

## Clubes

### América de Cali
Pablo Ortiz inició su carrera en las inferiores del América de Cali. Su debut con el equipo profesional fue el 26 de septiembre de 2020. En su partido contra Deportes Tolima por la Fecha 10 del Campeonato colombiano 2020. Ortiz jugó todo el partido el cual perderían por 1-0 en el Manuel Murillo Toro

## Estadísticas
| Club                       | Temporada     | Liga  | Liga  | Copa nacional | Copa nacional | Copa internacional | Copa internacional | Total | Total |
| Club                       | Temporada     | Part. | Goles | Part.         | Goles         | Part.              | Goles              | Part. | Goles |
| -------------------------- | ------------- | ----- | ----- | ------------- | ------------- | ------------------ | ------------------ | ----- | ----- |
| América de Cali · Colombia | 2020          | 9     | 0     | 0             | 0             | 0                  | 0                  | 9     | 0     |
| América de Cali · Colombia | 2021          | 35    | 0     | 0             | 0             | 7                  | 0                  | 42    | 0     |
| Total carrera              | Total carrera | 44    | 0     | 0             | 0             | 7                  | 0                  | 51    | 0     |

## Palmarés

### Títulos nacionales
| Título                | Club            | País      | Año  |
| --------------------- | --------------- | --------- | ---- |
| Campeonato Colombiano | América de Cali | Colombia  | 2020 |
| Copa de Dinamarca     | Midtjylland     | Dinamarca | 2022 |